# Amerika (album)
Amerika je drugi studijski album skupine Bazar. Album je bil izdan leta 1990 pri založbi ZKP RTV Ljubljana.

## Seznam skladb
| A stran | A stran                                             | A stran |
| Št.     | Naslov                                              | Dolžina |
| ------- | --------------------------------------------------- | ------- |
| 1.      | „Amerika‟ (D. Kocjančič/D. Mislej)                  | 3:24    |
| 2.      | „Si še jezna name‟ (D. Kocjančič/D. Urbanc)         | 4:28    |
| 3.      | „Na glavo si klobuk bom dal‟ (M. Legovič/B. Vunjak) | 3:08    |
| 4.      | „Igra za dva‟ (I. Mermolja/V. Divac)                | 4:27    |
| 5.      | „Zate‟ (M. Legovič/D. Mislej)                       | 4:13    |

| B stran | B stran                                      | B stran |
| Št.     | Naslov                                       | Dolžina |
| ------- | -------------------------------------------- | ------- |
| 1.      | „Fehtarji‟ (M. Legovič/D. Mislej)            | 3:40    |
| 2.      | „Prvi maj‟ (D. Kocjančič/D. Mislej)          | 3:37    |
| 3.      | „Ne zavajaj me več‟ (M. Legovič/D. Mislej)   | 3:31    |
| 4.      | „Ko odbije polnoči‟ (D. Kocjančič/D. Mislej) | 3:52    |
| 5.      | „Mehka dekleta‟ (M. Legovič/D. Mislej)       | 4:22    |

## Zasedba

### Bazar
- Danilo Kocjančič – bas, vokal
- Igor Mermolja – solo vokal
- Dušan Vran – bobni, vokal
- Zdenko Cotič – kitara, vokal
- Marino Legovič – klaviature, vokal